# 翁元
翁元（1930年—2022年），浙江壽昌人。1946年中學肄業，報考國民政府軍事委員會衛士，經過軍事訓練後，長期為蔣中正總統衛士。蔣中正總統過世後，擔任蔣經國先生隨侍人員。
退休之後，於1993年為作家王口述《我在蔣介石父子身邊的日子》一書。
2022年1月5日逝世，享耆壽92歲。

## 生平
1946（民國三十五）年，考入國民政府軍事委員會警衛總隊當衛士:2-3。行憲後，為總統府警衛大隊衛士:9。1949（民國三十八）年1月，蔣介石下野，改任中國國民黨總裁辦公室特務大隊特務員:19。